# Prébois
Prébois ist eine französische Gemeinde mit 172 Einwohnern (Stand: 1. Januar 2022) im Département Isère in der Region Auvergne-Rhône-Alpes (vor 2016: Rhône-Alpes). Sie gehört zum Arrondissement Grenoble und zum Kanton Matheysine-Trièves. Die Einwohner werden Prabouissous genannt.

## Geographie
Die Gemeinde Prébois liegt in der Landschaft Trièves, etwa 40 Kilometer südlich von Grenoble am Ébron, der die Gemeinde im Westen begrenzt. An der nordöstlichen Gemeindegrenze verläuft sein Zufluss Vanne der hier auch mündet. Umgeben wird Prébois von den Nachbargemeinden Cornillon-en-Trièves im Norden, Mens im Nordosten und Osten, Saint-Baudille-et-Pipet im Osten, Tréminis im Südosten und Süden, Lalley im Süden und Südwesten, Saint-Maurice-en-Trièves im Westen, Le Monestier-du-Percy im Westen und Nordwesten sowie Percy im Nordwesten.

## Bevölkerungsentwicklung
| Jahr                       | 1962 | 1968 | 1975 | 1982 | 1990 | 1999 | 2011 | 2021 |
| -------------------------- | ---- | ---- | ---- | ---- | ---- | ---- | ---- | ---- |
| Einwohner                  | 159  | 141  | 135  | 142  | 137  | 139  | 166  | 170  |
| Quellen: Cassini und INSEE |      |      |      |      |      |      |      |      |

## Sehenswürdigkeiten
- Kirche Saint-Barthélemy
- Burgruine Prébois aus dem 13. Jahrhundert

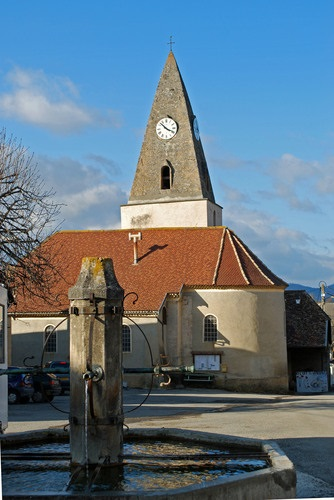
Kirche Saint-Barthélemy